# Stipe Pletikosa
Stipe Pletikosa (8 de gener de 1979, Split, Croàcia) és un futbolista croat. Juga de porter actualment al FC Rostov.

## Biografia
Pletikosa començà la seva carrera futbolística en un equip de la seva ciutat ntala, el HNK Hajduk Split. El 1996 signà un contracte professional, però durant les dues primeres temporades només jugà un sol partit. Fou a la temporada del 98-99 que va fer-se titular, i va arribar a jugar dinou partits. Amb aquest equip guanyà una lliga i dues copes croates de futbol.
El 2003 va marxar per jugar al FC Xakhtar Donetsk ucraïnès. Amb aquest club guanyà els tres trofeus nacionals (lliga, copa i supercopa) abans de jugar per cessió al Hajduk Split, el seu primer equip.
El 2007 fitxà pel club rus FC Spartak Moscou, i hi romangué fins a l'agost del 2010. Tanmateix, durant aquest període el potent club rus no aconseguí guanyar cap títol, atès que d'altres equips com el FC Zenit Sant Petersburg o el FC Rubin Kazan foren més forts que no pas ells tant al campionat de la lliga russa com a la copa.
El 31 d'agost de 2010 va marxar per cessió durant un any al Tottenham Hotspur FC, equip amb el qual només jugà un partit.
El 2011 fitxà per l'equip rus FC Rostov.

## Equips de futbol
| Club                 | País       | Any       |
| -------------------- | ---------- | --------- |
| HNK Hajduk Split     | Croàcia    | 1996-2003 |
| FC Xakhtar Donetsk   | Ucraïna    | 2003-2005 |
| HNK Hajduk Split     | Croàcia    | 2005-2006 |
| FC Xakhtar Donetsk   | Ucraïna    | 2006-2007 |
| FC Spartak Moscou    | Rússia     | 2007-2010 |
| Tottenham Hotspur FC | Anglaterra | 2010-2011 |
| FC Rostov            | Rússia     | 2011-     |